# Farewell to Stromness
Farewell to Stromness, auch unter The Yellow Cake Revue bekannt, ist eine Musical-Komposition für einen Rezitator und einen Pianisten von Peter Maxwell Davies.
Davies schrieb das Musical, nachdem öffentlich bekannt geworden war, dass das Secretary of State for Scotland den Abbau von Uran (im Englischen umgangssprachlich als „Yellow Cake“, „gelber Kuchen“ bezeichnet) in der Nähe von Stromness plante. Die vollständige Ablehnung dieses Vorhabens durch die Öffentlichkeit ebenso wie durch den Rat der Orkney-Inseln (Orkney Islands Council) führte schließlich zur Aufgabe des Projektes.
Das Musical besteht aus einer Reihe von Songs und Sprechtexten. Der dritte Titel, Farewell to Stromness, wurde zu einem der populärsten Titel Davies‘ überhaupt und in der Folge für verschiedene Instrumente arrangiert. Das Musical wurde 1980 anlässlich des St. Magnus Festival mit Eleanor Bron als Sängerin und Davies am Piano im Stromness Hotel uraufgeführt und gelangte 2003 in die Classic FM Hall of Fame. 

## Die einzelnen Titel
1. Tourist Board Song: O come to sunny Warbeth
2. Patriotic Song: You've heard of the man with the pace-maker
3. Piano Interlude: Farewell to Stromness
4. Recitation - Nuclear Job Interview 1: The Security Guard
5. Uranium's Daughters' Dance: They said, when they'd extracted the uranium from the ore
6. Recitation - Nuclear Job Interview 2: The Truck Driver
7. Atlantic Breezes
8. Recitation - Nuclear Job Interview 3: The Mental Healthworker
9. Piano Interlude: Yesnaby Ground
10. The Tourist Song: Have you heard of the terrorist suicide squad?
11. The Triumph of the Cockroad: As earthquakes subsided